# A családi boldogság titka
A családi boldogság titka című 192 oldalas könyvet Jehova Tanúi jogi szerve a Watch Tower Bible and Tract Society of Pennsylvania adta ki 1996-ban angolul The Secret of Family Happiness címmel. Ugyanebben az évben jelent meg magyar nyelven is. 

## Használata és terjesztése
Az eredeti változat szerint sötétkék borítója volt egy család kisméretű stilizált grafikájával, később - a második kiadásban - fénykép került az elejére egy családról. Mai napig is ezt a formát nyomtatják. Habár Jehova Tanúi továbbra is használják ezt a könyvet, jelentősége az elmúlt időben valamelyest csökkent, mivel az Ébredjetek! és az Őrtorony lapjain megszaporodtak a családi élettel foglalkozó cikkek. Ezért a Tanúk összejövetelein is inkább ezekből idéznek. Régebben a prédikálószolgálatuk során is használták a könyvet közvetlen formában felkínálva, ma már csak akkor adnak ilyen könyvet, ha a házigazdának konkrétan ilyen jellegű kérdései, problémái vannak. Ilyen esetben egy későbbi alkalomban elviszik a házigazdának az ingyenes könyvet.
Ebben a kiadványban is szerepel a következő szöveg a terjesztésről:
"Ez a kiadvány nem értékesítésre szánt példány. Közreadása részét alkotja az önkéntes adományokból fenntartott világméretű Bibliai oktatómunkának."
Alapvetően azt mondhatjuk, hogy ez a könyv - és a benne lefektetett alapelvek - az alapjai a Tanúk családi életről való gondolkodásának. A könyv pedig rendszeresen a Bibliából idéz, ezért a Tanúk Bibliai segédeszköznek is nevezik ezt és az ehhez hasonló kiadványaikat. 
Jehova Tanúi sajátos szóhasználatuk szerint Család könyvnek nevezik.

## Tartalma
Olyan témákat tárgyal, mint hogy:
- hogyan készüljünk fel a sikeres, tartós házasságra;
- hogyan birkózzunk meg a házasságban felmerülő nehézségekkel;
- milyen a gyermekek, kamaszok felcseperedésének folyamata és hogyan segíthetnek a szülők;
- hogyan védjük meg a családot a könyv által destruktívnak nevezett hatásoktól;
- milyen nehézségeik vannak egy egyszülős családnak;
- hogyan lehet a családi költségvetést kézben tartani;
- miért értékeljük idősebb családtagjainkat és hogyan mutassuk ki ezt;
- mit tegyünk, ha a család választóúthoz ér, vagy ha a házasság meggyengül;
- és még sok más kérdést.

Arra a következtetésre jut, hogy a boldog családhoz vezető út az önuralom, a Biblia által fölvázolt főségi elrendezés, a jó kommunikáció és a szeretet négyesének elsajátításán keresztül vezet.
Sokan talán úgy gondolják, hogy a Biblia és ezáltal a Család könyv tanácsai is elavultak a családi nehézségekre vonatkozólag. Jehova Tanúi véleménye azonban nem ez, a könyvben pedig végig ezek mellett foglalnak állást és bizonyítják ezt életből vett példákkal, tapasztalatokkal.